# Andrés Rosales Muñoz
Andrés Rosales y Muñoz (Iznájar, Córdoba, 21 de octubre de 1807-Almería, 10 de octubre de 1872) fue un religioso español, teólogo, Obispo de Jaén y Almería.

## Años de formación
Hijo de Felipe Rosales y Travado y Julia Muñoz Llamas, realizó sus estudios de latín y humanidades en el Real Colegio de la Purísima Concepción de Cabra, Córdoba. Continuó sus estudios de filosofía y teología en el Seminario Conciliar de San Pelayo de Córdoba donde recibió las órdenes sagradas y fue nombrado presbítero y posteriormente subdiácono, en 1830.
Acudió a las universidades de Granada y Sevilla donde realizó estudios de doctorado en Cánones y en Teología. Retornó a su diócesis de Córdoba al concluir sus estudios. Fue cura párroco de la parroquia de San Andrés en dicha ciudad, y profesor de filosofía y teología en el Seminario Conciliar de San Pedro de Córdoba.

## Cargos eclesiásticos
La Reina Isabel II le nombra canónigo de la Catedral de Almería, y luego de la de Granada. Fue capitular de la Catedral de Granada, fiscal general del arzobispado y juez calificador para grados del Seminario Central de Granada.
Cuando queda vacante la diócesis de Jaén, es propuesto para el cargo de obispo y el papa Pío IX lo confirma, siendo consagrado el 7 de noviembre de 1858.
Enferma de herpes y sarna agresiva, por lo que es trasladado en 1864 a la diócesis de Almería, de la cual fue obispo hasta su muerte en 1872. En su primer año de estancia en Almería, se retira a Enix debido a su precario estado de salud. En 1866 sufre ataque de apoplejía que le deja maltrecho; se vuelve extravagante y desconfiado por lo que se rumorea que está loco.
En 1870 asiste en Roma al Concilio Vaticano I.

## Senador del Reino
El obispo Rosales gustaba de halagar al poder político de la época por lo que Leopoldo O'Donnell lo propuso como senador vitalicio, jurando el cargo el 18 de febrero de 1861. Según consta en la Base de datos del Senado de España, participó en laslegislaturas de 1860-61 (senador vitalicio) y en la legislatura 1872-73 (senador por la provincia de Toledo).
Fue sorprendente su actuación en algunos asuntos que enfrentaban su actuación política próxima al liberalismo con la postura mayoritaria de la Iglesia y del resto de prelados. Así, los obispos protestaron en 1865 por el reconocimiento que hizo O'Donnell del Reino de
Italia siendo Rosales uno de los pocos que no lo hicieron.
Tras el derrocamiento de Isabel II envió la enhorabuena a Amadeo de Saboya por su ascensión al trono, frente a la opinión de resto que lo consideraban enemigo de la Iglesia. Más tarde, los obispos no querían aceptar el juramento de la Constitución de 1869, por lo que firmaron un escrito de protesta. Rosales sí juró dicha Constitución y autorizó al clero de su diócesis a hacerlo, aunque la mayoría no lo hizo.
La Reina le nombró caballero gran cruz de la Orden de Isabel la Católica.
| Predecesor: Tomás Roda Rodríguez   | Obispo de Jaén 1858-1864    | Sucesor: Antolín Monescillo y Viso   |
| Predecesor: Anacleto Meoro Sánchez | Obispo de Almería 1864-1872 | Sucesor: José María Orberá y Carrión |